# Conopée

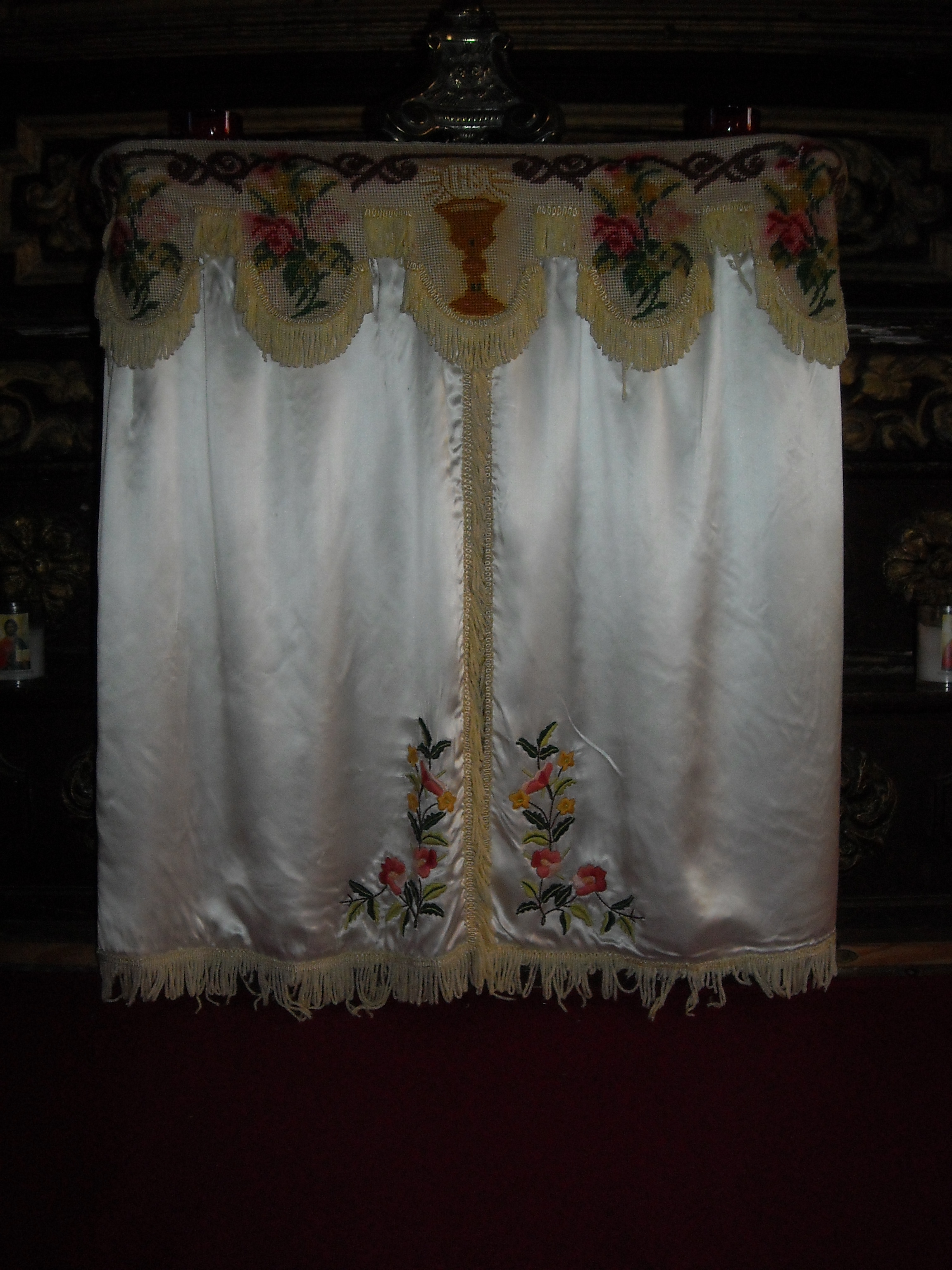
Conopée recouvrant le tabernacle.

Dans la liturgie catholique, le conopée (du latin conopeum, « moustiquaire, lit entouré d’une moustiquaire », lui-même du grec κωνωπεῖον, kônôpeion, « rideau contre les moustiques » {du grec κώνωψ, kốnôps, « moustique »}, qui a pris le sens de conopée, canopée, avant d’évoluer encore pour devenir canapé) est le voile recouvrant le tabernacle où se trouvent les hosties consacrées. Il peut se décliner suivant les diverses couleurs des temps liturgiques. Pour les catholiques, c'est un des signes qui manifestent la présence réelle du Christ, car il rappelle symboliquement la tente de l’Exode qui abritait l’arche d’Alliance, symbole de la présence de Dieu. Dans beaucoup d’églises il n’est plus utilisé, notamment parce qu’il cache une porte décorée de scènes bibliques ou de motifs symboliques.